# Ievgueni Pepeliaïev
Ievgueni Georguïevitch Pepeliaïev (en russe : Евгений Георгиевич Пепеляев) est un aviateur soviétique, né le 18 mars 1918 et décédé le 4 janvier 2013. Pilote de chasse et as de la guerre de Corée sur MiG-15, il fut distingué par le titre de Héros de l'Union soviétique.

## Carrière
Ievgueni Pepeliaïev est né le 18 mars 1918 à Bodaïbo, dans l'actuel oblast d'Irkoutsk. Son grand-père, un Cosaque du Don, s'était installé en Sibérie dans les années 1860 et son père travaillait dans les chemins de fer. Après ses études secondaires, il intégra une école technique du chemin de fer à Omsk, mais suivit bientôt son frère, un aviateur de l'Armée rouge, à Odessa, où il travailla dans les ateliers de l'aviation et apprit à piloter dans un aéroclub.
En 1936, il rejoignit les rangs de l'Armée rouge et sortit avec son brevet de pilote de l'École militaire de l'Air d'Odessa deux ans plus tard. En décembre 1938, il fut affecté au 29e régiment de chasse aérien (29.IAP), basé en Extrême-Orient. En décembre 1940, il fut transféré au 300e régiment de chasse aérien (300.IAP), où il était commandant-adjoint. Il fut transféré à l'ouest en novembre 1943 et suivit d'abord une période d'entraînement au combat au 162e régiment de chasse aérien, dans la 1re armée de l'air au sein du deuxième front biélorusse. Il vola sur Yak-7B, effectua 12 sorties et prit part à seulement trois combats aériens, son régiment bénéficiant d'une période relativement calme. Il fut ensuite renvoyé en Extrême-Orient.
À l'automne 1946, après le retrait de l'armée soviétique de Mandchourie, des troupes américaines débarquèrent dans les ports chinois de la mer Jaune. Des forces terrestres et aériennes soviétiques furent alors envoyées dans le nord-est de la Chine. Le 300e régiment de chasse aérien, commandé par Ievgueni Pepeliaïev, était stationné à Shenyang et effectuait des vols de reconnaissance sur les points de débarquement des Américains.
Ievgueni Pepeliaïev a écrit le livre Les Mig contre les Sabres, qui raconte sa participation à la guerre aérienne en Corée.
Dans une entrevue qu'il a accordée à l'agence de presse RIA Novosti en 2007, il a déclaré avoir abattu 23 chasseurs de l'US Air Force — « deux F-94 Starfire, un F-80 Shooting Star, un F-84 Thunderjet, et le reste c'étaient des F-86 Sabre » — entre 1951 et 1953.
Ievgueni Pepeliaïev est décédé le 4 janvier 2013 à Moscou. Il est enterré au cimetière Nikolo-Arkhangelskoïe.

## Décorations
- Héros de l'Union soviétique le 22 avril 1952 (médaille no 9290)
- Deux fois l'ordre de Lénine
- Trois fois l'ordre du Drapeau rouge
- Ordre de la Guerre patriotique de 2e classe et de 1re classe
- Deux fois l'ordre de l'Étoile rouge